# Halbtaucher

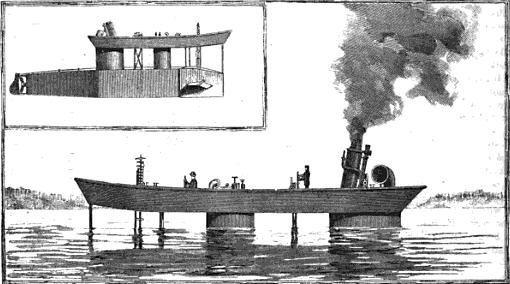
Hallbtaucher von Gustav de Laval (1888)

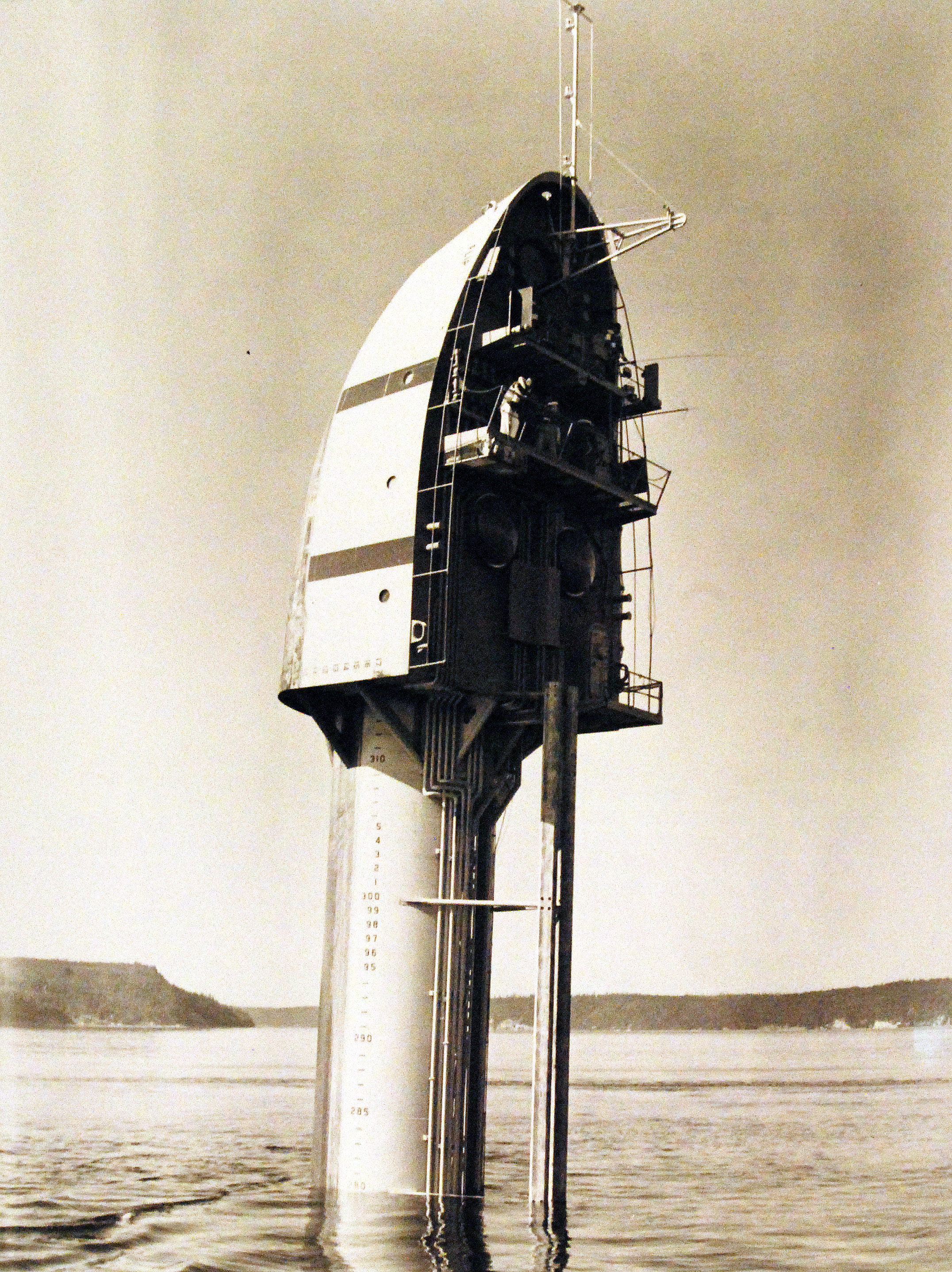
Halbtaucher FLoating Instrument Platform

Die Begriffe Halbtaucher, Halbtaucherschiff, Halbtauchschiff, Halbtauchboot und Halbtaucherboot werden für verschiedene maritime Objekte genutzt. Es kann sich dabei insbesondere um zwei Typen von Schiffen handeln:
- Schiffe, die wie Dockschiffe durch Fluten von Ballasttanks so absinken können, dass die Ladefläche unter der Wasseroberfläche zu liegen kommt und schwimmende Güter aufnehmen kann,[1] oder
- Schiffe und Plattformen, die so gestaltet sind, dass der größte Teil des Auftriebskörpers weit unter der Wasserlinie liegt.[1]

Einige Schiffe aus der frühen Zeit der Entwicklungen von U-Booten können konstruktiv als Halbtaucher angesehen werden.
Auch sogenannte Drogen-U-Boote, deren Überwasserschiff minimiert wurde und dadurch vom Wasser oder vom Land aus kaum zu sehen ist, sowie touristisch genutzte Boote mit großflächigen Bullaugen unter der Wasserlinie zur Beobachtung von Fischen und Korallen werden als Halbtaucher bezeichnet.

## Halbtaucher mit überwiegend unter der Wasseroberfläche liegendem Auftriebskörper

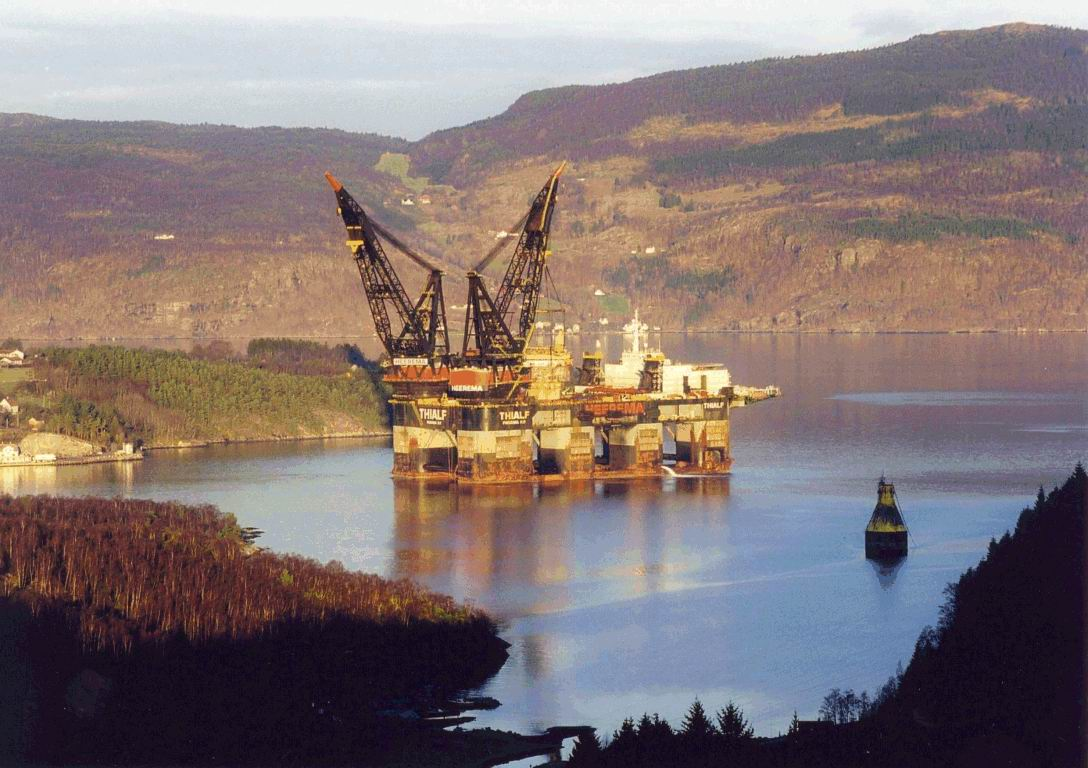
Thialf (Tiefsee-Arbeitsschiff) in einem norwegischen Fjord

Halbtaucher mit überwiegend unter der Wasseroberfläche liegendem Auftriebskörper liegen auch bei starkem Wellengang ruhiger im Wasser und führen kleinere Schlingerbewegungen aus als übliche Schiffe, da sich so die Größe des von Oberflächenströmung und Wellenbewegung an der Wasseroberfläche beeinflussten Schiffskörpers verringern lässt. Der Effekt ist am größten, wenn der Überwasserkörper mit dem Unterwasserkörper wie bei einer Ölbohrplattform nur durch schlanke Rohre miteinander verbunden sind. Da die an der Wasseroberfläche vorhandenen Wellenbewegungen bereits in geringer Tiefe stark abnehmen,  
ist der verhältnismäßig große Auftriebskörper einer ruhigeren See ausgesetzt, als wenn er wie bei einem klassischen Schiff nahe an der Wasseroberfläche liegt. 
Da der tief liegende Auftriebskörper für die Kippstabilität des schwimmenden Objektes einen nachteiligen Effekt hat, wird der Auftriebskörper oft wie bei einem Katamaran in zwei zylindrische Auftriebskörper aufgeteilt. Die dadurch deutlich vergrößerte Gesamtbreite erhöht die Stabilität wieder.
Dieses Halbtaucher-Prinzip kommt sowohl bei ortsfesten Gebilden wie Arbeitsplattformen und Bohrinseln, als auch bei Schiffen zum Einsatz. Ebenso sind Tiefsee-Arbeitsschiffe, die für die Errichtung von Offshorebauwerken eingesetzt werden, oft als Halbtaucher ausgeführt.
Eine weitere Anwendung dieses Prinzips ist das Small-Waterplane-Area-Twin-Hull-Schiff (SWATH). Diese Schiffe sind als Doppelrumpfboot ähnlich einem Katamaran ausgelegt. Die Wasserlinienfläche wird möglichst klein gehalten, was bedeutet, dass die Auftriebskörper weit unter der Wasseroberfläche liegen.

## Halbtaucherschiffe mit Ladefläche

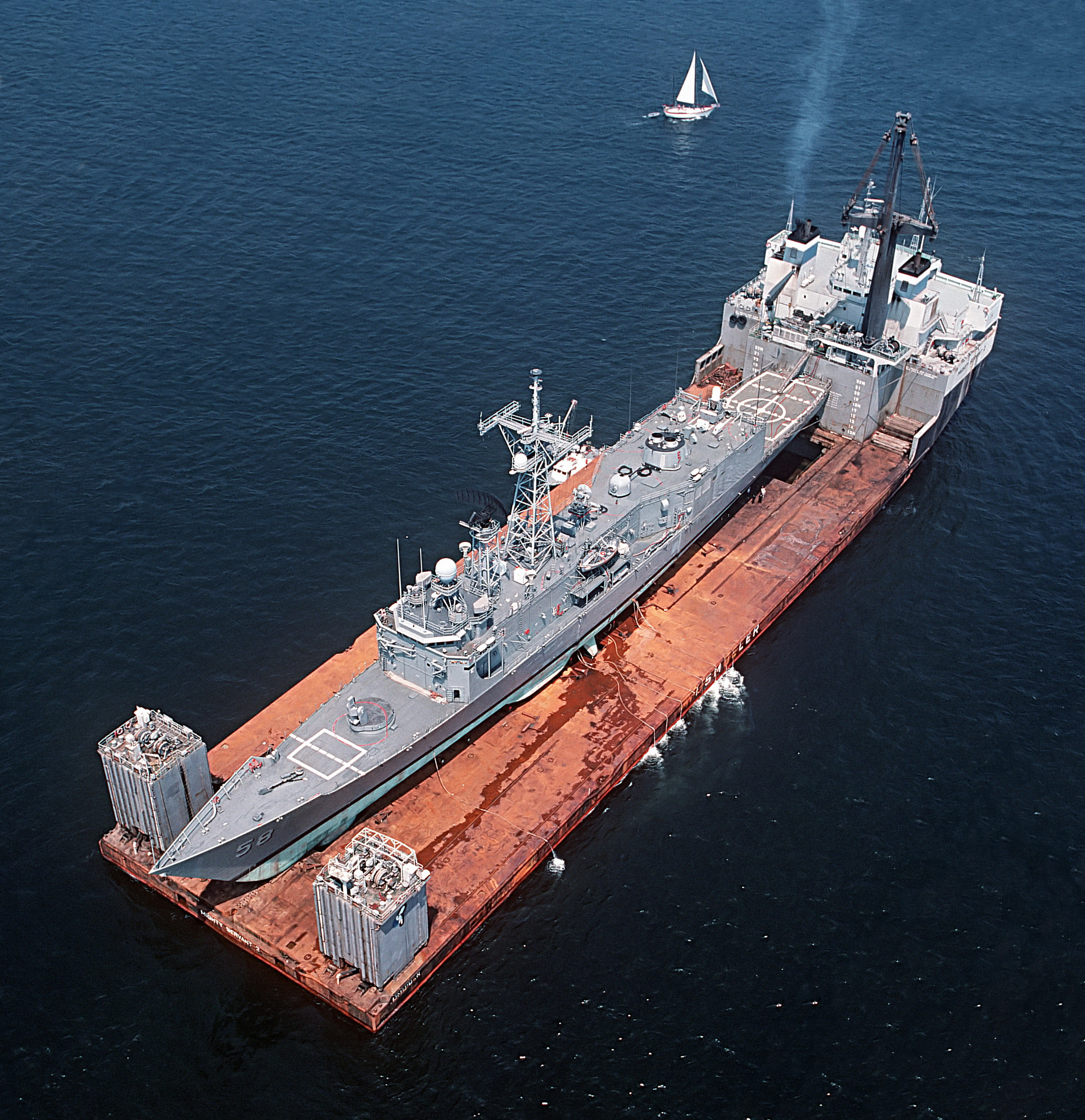
Die Mighty Servant 2 transportiert die Fregatte Samuel B. Roberts von Dubai an die Ostküste der Vereinigten Staaten (1988)

Halbtaucherschiffe mit Ladefläche werden zum Transport von schwimmenden Gütern verwendet. Sie können ihren Tiefgang durch Fluten und Leerpumpen von Auftriebskörpern regulieren und dadurch die Ladefläche so unter Wasser setzen, dass schwimmende Lasten aufgenommen oder gelöscht werden können. Diese Halbtaucherschiffe werden vor allem als Schwerlastschiffe zum Transport von anderen Schiffen, Bohrinseln, U-Booten oder Schwergut eingesetzt. Zu den größten bzw. bezogen auf die Transportkapazität leistungsfähigsten Halbtaucherschiffen zählen die Boka Vanguard mit einer Kapazität von bis zu 110.000 Tonnen sowie die Blue Marlin, die ganze Ölplattformen mit einem Gewicht von beinahe 60.000 Tonnen transportieren kann.

## Halbtaucher als Drogen-U-Boot
Halbtauchboote werden für den Schmuggel von Drogen aus Mittelamerika nach Mexiko und Europa, insbesondere Spanien, benutzt. Ihr Rumpf ist meist aus Fiberglas konstruiert und der Antrieb erfolgt durch einen Dieselmotor. Sie fahren knapp unter der Wasseroberfläche und lassen sich deshalb von einem anderen Schiff aus schlecht sehen, sind aber aus der Luft relativ einfach zu entdecken.

## Halbtauchboote zur Fischbeobachtung
Im Tourismus werden Halbtaucher zur Beobachtung von Fischen und Korallen eingesetzt. Diese Boote sind am Unterwasserschiff mit großen Bullaugen versehen, die den Fahrgästen eine einfache Beobachtung des Meereslebens ohne Tauch- oder Schnorchelausrüstung ermöglichen.